# عالم من الغرباء (رواية)
عالم من الغرباء (بالإنجليزية: A World of Strangers) هي رواية للكاتبة الجنوب أفريقية والحاصلة على جائزة نوبل نادين غورديمير، نشرت عام 1958، لأول مرة عن دار نشر سيمون آند شوستر.

## نبذة
تتبع الرواية قصة الشاب الأبيض توبي هود القادم من لندن للعمل وكيلاً لدار نشر في جوهانسبرغ، حيث يكتشف الانقسامات الاجتماعية والاقتصادية التي أنتجها نظام الأبارتهايد والرأسمالية الدولية في جنوب أفريقيا . تُظهِر الرواية كيف يتحول فضول توبي تجاه مجتمعٍ منقسمٍ إلى صدمةٍ أخلاقية تجبره على إعادة النظر في مكانه كغريب بين سكان يقطنون عالماً من القيود الفصلية.

## الشخصيات
- توبي هود: الشاب الإنجليزي القادم حديثاً، يعمل وكيلاً لدار نشر، ويُجازف بتحدي قوانين الفصل العنصري بدعوته للمشاركة في وجبات عيد الميلاد مع عائلة موفوكينزازي السوداء [4].
- سام موفوكينزازي: أحد أفراد العائلة السوداء التي تُخالف النظام بالاستضافة والمشاركة في المناسبات الاجتماعية مع توبي.
- إيلا موفوكينزازي: زوجة سام، تشارك في تحدي القوانين الاجتماعية بجوٍ من الحذر والتفكير العميق حول عواقب أفعالهم.

## المواضيع
- **الأبارتهايد والانقسامات الاجتماعية**: تحليل لكيفية إنتاج الفصل العنصري وحواجز الاقتصاد العالمي فرقاً طبقيّاً وثقافياً داخل المجتمع الجنوب أفريقي [5].
- **الهوية والوجود كغريب**: استكشاف إحساس الغربة لدى الفرد وسط مجتمع يفرض عليه قواعد فصلٍ من الخارج [3].
- **التعاطف والتحدي الأخلاقي**: قدرة الأفراد على تجاوز الحدود القانونية بدافع إنساني لمواجهة الظلم، رغم المخاطر الشخصية.

## الاستقبال النقدي
تلقت الرواية عند صدورها مزيجاً من الآراء، حيث انتقد بعض النقاد الاسلوب الوصفي واعتبروه أحياناً متكلفاً في شرح وجهة نظرها العالمية . كما حُظرت الرواية في جنوب أفريقيا لمدة اثنتي عشرة سنة،كدليل على تأثيرها السياسي والاجتماعي القوي .